# Fulco Ruffo di Calabria
Fulco Antonio Francesco Beniamino prins (sinds 1928) Ruffo di Calabria, 18de graaf van Sinopoli, 6de hertog van Guardia Lombarda, 13de prins van Scilla (Napels, 12 augustus 1884 - Ronchi di Apuana, provincie Massa-Carrara, 23 augustus 1946) was een Italiaans officier en luchtheld.
Hij werd postuum de schoonvader van koning Albert II van België toen zijn jongste dochter Paola Ruffo di Calabria, de zesde Koningin der Belgen, met prins Albert van België in het huwelijk trad. Hij is de grootvader van Koning Filip. 
Ruffo di Calabria heeft nooit geweten dat zijn dochter met een telg van het Belgisch vorstenhuis huwde - in dezelfde sluier die zijn moeder bij het huwelijk van zijn ouders droeg. Koningin Paola verloor haar vader op achtjarige leeftijd.

## Levensloop
Fulco werd geboren als zoon van Fulco Beniamino Tristano Ruffo di Calabria (1848-1901) en Laura Mosselman du Chenoy (1851-1925), van een Belgische patriciërsfamilie (langs moederszijde van recente adel). Hij werd bij decreet van 15 maart 1928 prins Ruffo di Calabria. 
Na zijn militaire dienst, waarbij hij reserveofficier in de cavalerie werd, werkte hij voor een Belgisch-Italiaanse handelsmaatschappij in Italiaans Somaliland.
Toen Italië in 1915 ging deelnemen aan de Eerste Wereldoorlog, werd Ruffo militair piloot. Hij werd een van de beste Italiaanse jachtvliegers. In totaal boekte hij 20 overwinningen in 53 luchtgevechten (hij eiste tevergeefs nog vijf andere overwinningen op), wat hem de vijfde beste Italiaanse "aas" in de oorlog maakte. Het leverde hem verscheidene eretekens op.
Ruffo werd op 10 september 1918 Ridder in de Militaire Orde van Savoye. In de voordracht werd opgemerkt dat hij minimaal zeven vijandelijke vliegtuigen had neergehaald. Eerder was hij op 5 mei 1918 al onderscheiden met de exclusieve "Gouden medaille voor Dapperheid", de vermaarde "Medaglio D'Oro al Valor Militare", voor zijn "ongelofelijke moed" tijdens een luchtgevecht waarin hij geheel alleen vijf vijandelijke vliegtuigen aanviel, twee daarvan neerschoot en de drie andere wist te verjagen.
Eerder werden hem al een zilveren  en vier bronzen Medailles voor Moed verleend.
Na de oorlog bleef hij officier maar hield zich vooral bezig met het beheer van zijn eigendommen. Op 30 juni 1919 huwde hij in Turijn met Luisa Gazelli; een hofdame van koningin Helena van Italië.
Op 19 juni 1931 werd hij onderscheiden als Commandeur in de Orde van Christus.
In 1934 benoemde koning Victor Emmanuel III hem tot senator van het koninkrijk. Hij bleef senator tot de val van het fascisme in Italië. Hij werd nadien veroordeeld door het Italiaanse gerecht voor medeplichtigheid aan de misdaden van het fascisme en die uitspraak is in beroep bevestigd. Alhoewel hij waarschijnlijk nooit actief misdaden heeft begaan.

## Nageslacht
Het echtpaar had zeven kinderen:
- Maria Cristina Ruffo di Calabria (1920-2003), door huwelijk markiezin di San Germano
- Laura Ruffo di Calabria (1921-1972), door huwelijk barones Ricasoli Firidolfi
- Fabrizio Ruffo di Calabria (6 december 1922 - 11 oktober 2005), prins Ruffo di Calabria-Santapau, 18e graaf Sinopoli (1946), 7e hertog van Guardia Lombarda (1946), 13e markies van Licodia (1975), 13e prins van Palazzolo (1975) en 14e prins van Scilla (1975), gehuwd met Maria Vaciago en daarna met Luisa Carbajo
- Augusto Ruffo di Calabria (1925-1943), gesneuveld op zee nabij Pescara
- Giovannella Ruffo di Calabria (1927-1941), gestorven door voedselvergiftiging
- Antonello Ruffo di Calabria (1930-2017), gehuwd met Rosa Maria Mastrogiovanni Tasca
- Paola Ruffo di Calabria, (1937) zesde koningin der Belgen.

## Nagedachtenis
In juni 2012 werd een straat in de Italiaanse plaats Lugo naar prins Fulco Ruffo di Calabria vernoemd. De straat werd officieel ingehuldigd door zijn kleindochter prinses Astrid van België, tezamen met haar echtgenoot prins Lorenz.
Een tentoonstelling van de prins getiteld Fulco Ruffo di Calabria: con noi nacque l'aviazione italiana-15 maggio - 26 luglio 2010 werd door zijn zoon en dochter geopend in het Museo Francesco Baracca di Lugo. Zijn enig levende zoon prins Antonello schonk een erfstuk aan het museum.